# Ekwiwalencja (przekład)
Ekwiwalencja – jeden z głównych tematów w rozważaniach o tłumaczeniu, ale jej definicja, znaczenie i zastosowania są obiektem sporów wśród teoretyków przekładu. W szerokim rozumieniu jest to rodzaj analogii między tekstem źródłowym a tekstem docelowym. Gdy obydwa teksty przekazują takie samo znaczenie, mówi się, że zachodzi między nimi ekwiwalencja. Na przestrzeni ostatnich kilkudziesięciu lat powstało wiele teorii dotyczących pojęcia ekwiwalencji.

## Prekursorskie badania nad ekwiwalencją
Prekursorami użycia terminu „ekwiwalencja” w kontekście językoznawczym byli francuscy badacze Jean-Paul Vinay i Jean Darbelnet, którzy w roku 1958 opublikowali pracę Stylistique comparée du français et de l'anglais. Méthode de traduction. Według nich, ekwiwalencja jest procedurą, która „odtwarza taką samą sytuację, jak w oryginale, przy użyciu całkowicie innego sformułowania”. Procedura ta, użyta w procesie tłumaczenia, może pozwolić tekstowi źródłowemu na wpłynięcie na styl tekstu docelowego. Według nich, ekwiwalencja jest idealną metodą do tłumaczenia przysłów, idiomów, stereotypów myślowych, wyrażeń rzeczownikowych i przymiotnikowych i odnoszących się do odgłosów zwierząt wyrazów dźwiękonaśladowczych.
Vinay i Darbelnet twierdzą, że „potrzeba tworzenia ekwiwalencji wynika z sytuacji i w sytuacji językowej języka źródłowego tłumacz powinien szukać rozwiązania”. Nawet jeśli semantyczny ekwiwalent w tekście źródłowym jest zacytowany w słowniku lub glosariuszu, jest to niewystarczający warunek do zapewnienia poprawnego tłumaczenia.

## Ekwiwalencja w ujęciu Romana Jakobsona
Kolejnym z wczesnych badaczy ekwiwalencji był rosyjski językoznawca Roman Jakobson. Częścią jego wkładu w teorię przekładu jest pojęcie „ekwiwalencji w różnicy” (equivalence in difference). Opierając się na podejściu semiotycznym do języka, zaproponował podział na trzy rodzaje tłumaczenia:
- Wewnątrzjęzykowe (intralingwalne; np. parafraza lub przeredagowanie)
- Międzyjęzykowe (interlingwalne)
- Intersemiotyczne („międzyznakowe”, przeniesienie znaczenia z jednego systemu znaków na inny, np. z pisma w obraz)

Jakobson twierdzi, że w wypadku tłumaczenia wewnątrzjęzykowego tłumacz używa synonimów, aby przekazać informację z tekstu źródłowego. Oznacza to, że w wypadku przekładu międzyjęzykowego nie istnieje pełna ekwiwalencja, „tłumaczenie zawiera dwie ekwiwalentne informacje w dwóch różnych kodach” . Według niego, języki mogą różnić się z gramatycznego punktu widzenia w mniejszym lub większym stopniu, ale nie oznacza to, że tłumacz napotka problem niemożności znalezienia ekwiwalentu. Na podstawie przykładów wynikających z analizy struktur języków angielskiego i rosyjskiego, Jakobson wyjaśnia, że w wypadkach, w których nie istnieje dosłowny ekwiwalent dla słowa lub zdania z języka źródłowego, to tłumaczowi pozostaje wybór najbardziej odpowiedniej metody oddania znaczenia w tekście docelowym.
Podobnie jak Darbelnet i Vinay, Jakobson podkreśla fakt, że kiedykolwiek podejście czysto językowe nie jest wystarczające do przekładu, tłumacz może wykorzystać inne procedury, takie jak kalka, neologizm i inne. Ze względu na możliwość wykorzystania wielu metod tłumaczenia, przekład według niego zawsze jest możliwy, bez względu na różnice kulturowe lub gramatyczne między tekstami źródłowym i docelowym. 
Teoria Jakobsona jest oparta na jego podejściu semiotycznym do tłumaczenia, według której tłumacz musi rozkodować treść tekstu źródłowego, a następnie przenieść ją w ekwiwalentną informację dla tekstu docelowego. 

## Ekwiwalencja dynamiczna i formalna
Tłumacz i teoretyk przekładu Eugene Nida zaproponował rozróżnienie na ekwiwalencję formalną i funkcjonalną. Pierwotnie odnosiło się ono do różnych strategii tłumaczenia Biblii, jednak kategorie te można zastosować do każdego typu tłumaczenia.
Ekwiwalencja dynamiczna (funkcjonalna) przekazuje główną myśl wyrażoną w tekście źródłowym. Jeśli jest to konieczne, cel ten osiągany jest kosztem dosłowności, oryginalności sememu, a także kolejności wyrazów w zdaniu, formy gramatycznej tekstu źródłowego itd.
Ekwiwalencja formalna (odwzorowana w tłumaczeniu dosłownym) stara się traktować tekst „dosłownie” lub „ słowo w słowo” (ostatnie wyrażenie jest zresztą dosłownym tłumaczeniem łacińskiej frazy „verbum pro verbo”). Jeśli jest to konieczne, to ekwiwalencja ta jest osiągana kosztem naturalności języka docelowego.
Nie ma jednak wyraźnej granicy między ekwiwalencją formalną a dynamiczną. Wprost przeciwnie, pozwalają one na podchodzenie do tłumaczenia na wiele sposobów. W zależności od potrzeby i kontekstu ten sam tłumacz może użyć każdego z rodzajów ekwiwalencji w różnych miejscach tego samego tekstu. Co więcej, w niektórych przypadkach tłumaczenie może być zarówno dynamicznie, jak i formalnie ekwiwalentne z tekstem oryginalnym.
Ekwiwalencja dynamiczna poświęca ścisłą wierność strukturze gramatycznej tekstu źródłowego na rzecz bardziej naturalnego odwzorowania w języku docelowym, jest więc ona czasem używana, kiedy łatwość czytania tłumaczenia jest ważniejsza niż zachowanie oryginalnej struktury gramatycznej.
Ekwiwalencja formalna jest często jedynie celem, w kierunku którego zmierza tłumaczenie. Jednym z powodów dla tego zjawiska może być sytuacja, w której język zawiera słowo opisujące pojęcie nieposiadające bezpośredniego odpowiednika w innym języku. W takich wypadkach, konieczny może okazać się przekład dynamiczny lub stworzenie w języku docelowym neologizmu reprezentującego dane pojęcie (czasem poprzez zapożyczenie słowa z języka źródłowego).
Im bardziej język źródłowy różni się od docelowego, tym trudniejsze może okazać się zrozumienie dosłownego tłumaczenia bez zmian w samych słowach lub ich kolejności. Z drugiej strony, ekwiwalencja formalna może pozwolić czytelnikom znającym język źródłowy na przeanalizowanie sposobu wyrażenia myśli w oryginalnym tekście. Zachowuje ona nieprzetłumaczone idiomy, figury retoryczne (np. chiazmy w Biblii hebrajskiej) oraz wybór słów, pozostawiając w jak najmniej zmienionym stanie oryginalne informacje i podkreślając delikatniejsze odcienie znaczeniowe.

## Ekwiwalencja tekstualna i korespondencja formalna w ujęciu Johna Catforda
Podział na ekwiwalencję tekstualną i korespondencję formalną zaproponował szkocki językoznawca John Catford.
Ekwiwalencja tekstualna zachodzi, gdy dany tekst lub jego fragment w języku docelowym jest uważany za ekwiwalentny w stosunku do tego samego tekstu lub jego fragmentu w języku źródłowym. Przykładowo: na podstawie opinii kompetentnego bilingwalnego tłumacza można stwierdzić, że francuskie zdanie „Mon fils a six ans” i angielskie zdanie „My son is six” są ekwiwalentne. Catford proponuje również bardziej formalną procedurę ustalania ekwiwalentów, komutację (commutation). Polega ona na wprowadzaniu regularnych zmian w tekście źródłowym i sprawdzenia czy w wyniku tego zabiegu jakiekolwiek zmiany zajdą również w tekście docelowym. W świetle tej procedury modyfikacji ulega definicja ekwiwalentu: jest to taka część tekstu docelowego, która ulega zmianie wtedy i tylko wtedy, gdy zmianie ulega dana część tekstu źródłowego. W przypadku przytoczonego przykładu, komutacją może być zamiana „mon fils” na „votre fille” i, w rezultacie, „my son” na „your daughter”. Z reguły jednak, zwłaszcza w tekstach tak prostych jak zaproponowany przykład, decydującym czynnikiem ustalającym ekwiwalent jest wiedza na temat danych języków, doświadczenie i intuicja. Niemniej, ostatecznym testem na ekwiwalencje tekstualną jest komutacja, przydatna zwłaszcza gdy ekwiwalencja nie jest aż tak oczywista. Przykładowo: przy badaniu tekstu źródłowego w języku angielskim „The woman came out of the house” i jego tekstualnego ekwiwalentu w języku polskim „Kobieta wyszła z domu”, komutacja pozwala ustalić polski ekwiwalent angielskiego przedimka określonego „the” we frazie „The woman”. Rezultat może być następujący: 
- Tekst 1 w języku źródłowym: „The woman came out of the house”.

- Tekst 1 w języku docelowym: „Kobieta wyszła z domu”.

- Tekst 2 w języku źródłowym: „A woman came out of the house”.

- Tekst 2 w języku docelowym: „Z domu wyszła kobieta”.

Zamiana przedimka określonego „the” na nieokreślony „a” jest więc w polskim tekście sygnalizowana odpowiednio użytym szykiem zdania.
Korespondencja formalna zachodzi, gdy dana kategoria gramatyczna w języku docelowym zajmuje mniej więcej to samo miejsce w hierarchii tego języka, które korespondująca kategoria w języku źródłowym zajmuje w hierarchii swojego języka. Między francuskim zdaniem „J’ai laissé mes lunettes sur la table” i angielskim zdaniem „I’ve left my glasses on the table” korespondencja formalna zachodzi między wszystkimi elementami aż do poziomu morfemu. Zgodność formalna jest często niemożliwa do zachowania, zwłaszcza gdy dwa języki nie są blisko spokrewnione.
Odejścia od korespondencji formalnej Catford zdefiniował jako przesunięcia translacyjne i wyodrębnił dwa ich główne rodzaje: przesunięcia poziomów językowych, gdzie jednostka na jednym poziomie językowym (np. gramatycznym) jest ekwiwalentna do jednostki na innym poziomie (np. leksykalnym) oraz przesunięcia kategorii językowych, które zachodzą w samej gramatyce. 

## Otto Kade
Otto Kade, niemiecki teoretyk przekładu i przedstawiciel zajmującej się badaniami translatorycznymi Szkoły Lipskiej, podszedł do pojęcia ekwiwalencji na poziomie indywidualnych jednostek leksykalnych. Zaproponował on podział ekwiwalencji na cztery rodzaje.
Ekwiwalencja całkowita (jeden do jednego) zachodzi w przypadku idealnej korespondencji na poziomie formalnym i semantycznym między dwiema formami językowymi, na przykład angielskie „market research” i polskie „badania rynku”. Relacja ta jest dwukierunkowa - podczas retranslacji, czyli tłumaczenia z języka docelowego z powrotem na język źródłowy, tekst nie zmieni się. Ten rodzaj ekwiwalencji najlepiej ilustrują terminy specjalistyczne, takie jak nazwy pierwiastków chemicznych.
Ekwiwalencja fakultatywna (jeden do wielu) zachodzi, gdy jedna forma językowa odpowiada wielu formom w języku docelowym. Polski termin „napięcie” może zostać przełożony na język angielski jako „voltage”, „tension”, „suspense”, czy „stress”. Na ogół kontekst pozwala określić jednoznacznie, którego ekwiwalentu należy użyć, choć w pewnych przypadkach niezbędne będzie dokonanie przez tłumacza wyboru spośród wielu możliwości. Tutaj relacja jest już jednokierunkowa, nie ma gwarancji, że zastosowanie retranslacji doprowadzi do odtworzenia oryginalnej formy językowej. 
Ekwiwalencja aproksymatywna (jeden do części) zachodzi w przypadkach, gdy ustanowić można jedynie częściową ekwiwalencje między formami językowymi. Polski termin „brat” nie posiada całkowicie korespondującego ekwiwalentu w językach takich jak chiński, japoński czy koreański, ponieważ  języki te precyzują, czy mowa jest o bracie starszym czy o młodszym; innymi słowy, terminy te niosą więcej cech semantycznych. 
Ekwiwalencja zerowa zachodzi w przypadku braku odpowiednika w języku docelowym i wynika ona zwykle z różnic kulturowych. Tłumacz może stosować różne strategie, np. stworzyć neologizm lub użyć omówienia bądź zapożyczenia z języka źródłowego.

## Werner Koller
Kolejny szwajcarski teoretyk Werner Koller do pojęcia ekwiwalencji podszedł na poziomie tekstu, wyodrębniając pięć jej typów.
Ekwiwalencja denotacji dotyczy informacji na temat rzeczywistości pozajęzykowej przedstawionej w tekście. Przekład musi odpowiednio odwzorowywać te informacje.
Ekwiwalencja konotacji wymaga, aby przekład charakteryzował się takim samym stylem, co tekst oryginalny. Istotnym jest, aby teksty korespondowały ze sobą na poziomie rejestru języka, zastosowanego socjolektu itp.
Ekwiwalencja normy tekstowej wymaga, aby przekład odpowiadał oryginałowi na poziomie norm redakcyjnych charakterystycznych dla danej kategorii tekstu użytej w oryginale.  
Ekwiwalencja pragmatyczna skoncentrowana jest na odbiorcy przekładu. Tłumaczenie musi bowiem być sformułowane w sposób taki, aby było ono zrozumiałe przez czytelnika i nie wymagało od niego doszukiwania się znaczenia za pomocą innych źródeł.
Ekwiwalencja formalno-estetyczna zakłada, że przekład powinien oddać taki sam bądź podobny efekt estetyczny, co oryginał.